# マレブランケ

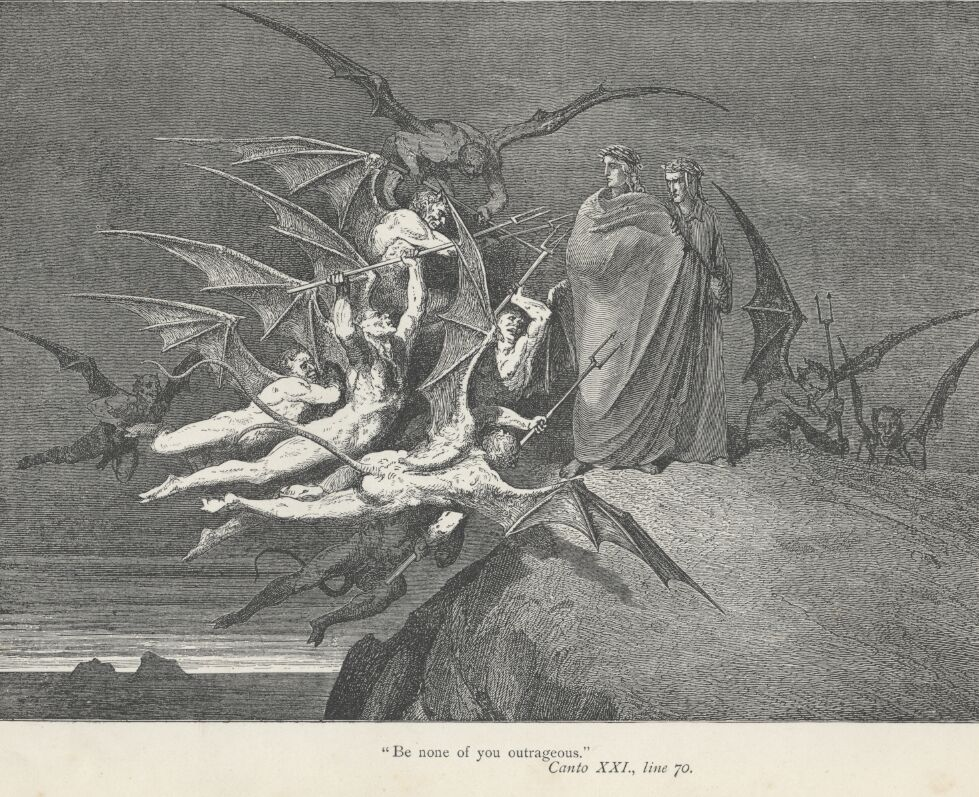
地獄巡りをするダンテとウェルギリウスを案内しようとするバルバリッチャ率いる10名

マレブランケ（Malebranche マーレブランケ）は、ダンテ・アリギエーリの叙事詩『神曲』地獄篇第二十一歌から第二十三歌に登場する、地獄界の第八圏、第五の嚢（Malebolge マーレボルジェ、マルボルジェ）で亡者達を罰する12人の悪魔（鬼）の総称。その名は「悪の爪」を意味し、マラコーダが統率する。
黒い体に蝙蝠のような翼を生やし、鋭い牙と爪を持つとされる。汚職の罪を犯し煮えたぎった瀝青の池に沈められた亡者を見張り、浮かんできた者を鉤手で苛む役割を持つ。
作中ではマラコーダが命じ、バルバリッチャ率いる10名が地獄巡りをするダンテとウェルギリウスを案内するが、途中亡者の一人であるナバラの男に騙されて逃げられたことから仲間内でもみ合いとなりアリキーノとカルカブリーナが瀝青の池に転落、それに逆上してダンテらに怒りを向けて追い回す。マレブランケは他の嚢に移動することができないため、ダンテらは次の嚢に移ることで難を逃れる。

## マレブランケの一覧

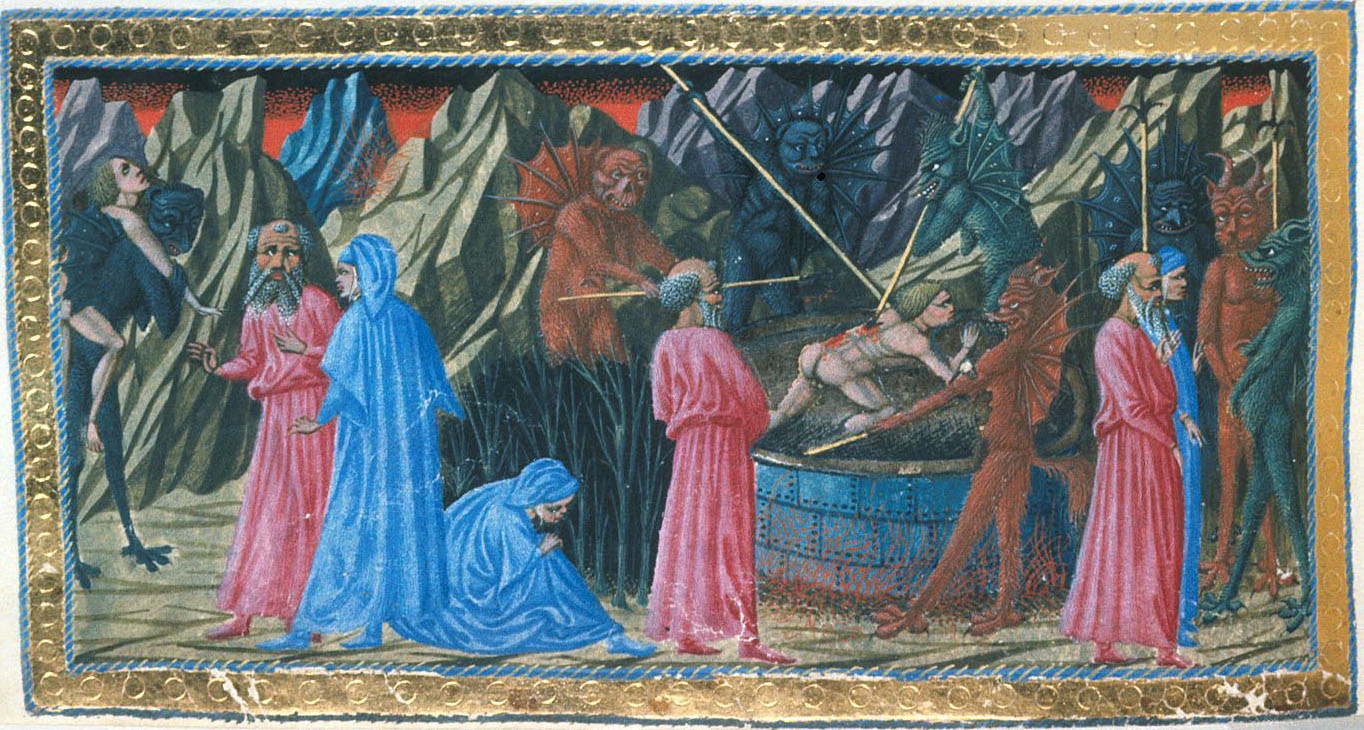
瀝青の池に沈められた亡者を見張り、浮かんできた者を鉤手で苛むマレブランケと見学するダンテとウェルギリウス

各悪魔の名前はマラコーダを除き、ダンテによる造語であるとされている。
マラコーダ(Malacoda)
マレブランケのリーダー。その名はイタリア語で「禍いの尾」「邪悪の尾」を意味する。
スカルミリオーネ(Scarmiglione)
その名は「乱雑な汚い髪をした者」「汚い乱れ髪」を意味する。スカルミリオーネはマレブランケの中でも下品な性格を代表して表現している悪魔で、亡者ではないため害を加えることのできない主人公のダンテに対して、「尻を撫でてやる」と口にする。
アリキーノ(Alichino)
その名は「エレクィンをもじったもの」とされている。捕まえたナバラの男に騙されて逃げられた時、怒りと屈辱に耐え切れずにカルカブリーナと大喧嘩を始め、取っ組み合ったまま煮えたぎる瀝青の池に転落する。
カルカブリーナ(Calcabrina)
その名は「霜を踏みにじる者」を意味する。地獄の亡者であるナバラの男に騙されて逃げられた時、怒りと興奮を仲間のアリキーノにぶつけ、取っ組み合ったまま煮えたぎる瀝青の池に落ちる。
カニャッツォ(Cagnazzo)
その名は「犬のようなひしゃげた顔をした者」を意味する。マレブランケの一人に捕らえたナバラの男が、「瀝青の池の中にイタリア人はいないか」という詩人ウェルギリウスの問いに対して、「マレブランケ達が自分を解放してくれたら池からイタリア人を呼び出す」と約束する。この時カニャッツォは、チアンポロの言葉を「こいつが池の中に逃げ込む為の口実だ」とはねつける。
バルバリッチャ(Barbariccia)
その名は「野蛮なやつ」を意味する。マレブランケの中では副リーダーであるらしく、神曲では主人公のダンテと詩人ウェルギリウスを次の濠に案内する役目をマラコーダに命じられる。
リビコッコ(Libicocco)
その名は「リビアの台風（シロッコ）」を意味する。仲間がナバラの男を捕まえた時、その腕の肉を衝動的に引き裂く。
ドラギニャッツォ(Draghignazzo)
その名は「大きな竜または竜のような笑い方をする者」を意味する。仲間がナバラの男を捕まえた時、ドラギニャッツォは男の脛に爪を立てる。聖書にもドラギニャッツォという名の竜が登場することから、この竜の名前から取ったという説がある。
チリアット(Ciriatto)
その名は「牙の鋭い者」を意味する。仲間の中でもひときわ鋭く長い牙を持つ。またマラコーダからは「牙をむいたチリアット」と呼ばれている。仲間であるグラッフィアカーネがナバラの男を捕らえたとき、男の背中を牙で裂く。
グラッフィアカーネ(Graffiacane)
その名は「犬を引っかく者」を意味する。ダンテの目の前で、瀝青の池から不覚にも頭を出したナバラの男を手にした鉤で吊り上げる。
ファルファレルロ(Farfarello)
その名は「軽快なお化け」を意味する。ダンテを導くウェルギリウスが、グラッフィアカーネに捕まった男に瀝青の池の中の様子を聞こうとした時、男を小突こうとしてバルバリッチャに「悪い鳥」と叱られる。
ルビカンテ(Rubicante)
その名は「赤い顔をした狂気じみた者」を意味する。マラコーダが部下に命令を出す時最後に名前を呼ばれ、その際「狂へるルビカンテ」「狂人ルビカンテ」「阿呆のルビカンテ」と呼ばれる。

### 日本語訳
- 『神曲（上）』山川丙三郎訳 岩波書店 1952年 ISBN 4-00-327011-8
- 『世界文学大系 ダンテ』野上素一訳 筑摩書房 1962年
- 『世界文学全集III-3 ダンテ』平川祐弘訳 河出書房 1967年
- 『神曲[地獄篇]』寿岳文章訳 集英社 1987年

### その他
- 『悪魔事典』新紀元社 2000年 ISBN 4-88-317353-4